# 建設汽車
重慶建設摩托車股份有限公司（简称建設股份）（英語：CHONGQING JIANSHE MOTORCYCLE CO.,LTD，深交所：200054，简称：建车B），中國兵器裝備集團旗下公司，总部位于中国重慶市。公司起源於1875年成立的，由张之洞創立的汉阳兵工厂，它當時是中國最大的军工企业，到了20世紀50年代，它被分拆為5家企業。1978年，開拓摩托車生產業務。1980年，重庆牌JT50型机动脚踏两用摩托車上市。1995年，建设工业(集团)有限责任公司和中国北方工业深圳公司合營，組建「深圳北方建设摩托车股份有限公司」並同時在深圳證券交易所上市，2002年，公司搬遷到重慶，更名為「重慶建設摩托車股份有限公司」。2006年，由中國兵器裝備集團收購，同時中國嘉陵和濟南輕騎兩個姊妹公司合併組成「南方摩托車有限責任公司」。
主要業務為生產及研发摩托車產品等。現任董事长李华光，總經理吕红献，党委书记颜学钏。

## 附屬和合營公司
重庆建设销售有限责任公司、重庆北方进出口贸易有限责任公司、重庆建设车用空调器有限责任公司、上海建设摩托车有限责任公司、重庆建设雅马哈摩托车有限公司、株洲建设雅马哈摩托车有限公司、重庆平山泰凯化油器有限公司。

## 品牌
建設牌、重慶牌等各種品牌